# Ларс фон Триер
Ларс фон Триер (на датски: Lars von Trier), рождено име Ларс Триер, е датски филмов режисьор, сценарист и продуцент.
Тясно обвързан е с направлението „Догма 95' (Dogme 95), което застъпва идеята за завръщане на правдоподобните истории във филмовото изкуство и отхвърляне на техническите и изкуствените мотиви от филмите. Носител е на награди „Златна палма“, „Сезар“, „Гоя“, награда на публиката от „София Филм Фест“, 2 награди „Сателит“, пет „Европейски филмови награди“ и 7 награди „Бодил“, номиниран е за „Златен глобус“ и „Оскар“.

## Биография
Роден е в Копенхаген, Дания на 30 април 1956 г. Отраства в семейство на евреи-комунисти и както той споделя години по-късно, в дома му не са почитани особено чувствата, религията и веселието. Младият Ларс посредством киното съумява да проникне и научи за аспекти на живота, които са били игнорирани от родителите му при възпитанието му.
През 1979 г. постъпва в Датския филмов колеж, където снима филмите „Ноктюрно“ (1980) и „Картини от освобождението“ (1982), и двата от които печелят награди за най-добър филм на Мюнхенския филмов фестивал. Заснет е и филмът „Последен детайл“ (1981). В този период на обучение режисьорът придобива прякора „фон Триер“.
Фон Триер завършва филмовата академия през 1983 г. и се заема със заснемането на филмовата трилогия „Европа“. Първият филм е „Елемент на престъплението“ (1984), който печели награда за техническо изпълнение на Фестивала в Кан. Филмът е последван от „Епидемично“ (1987), взел също участие във фестивалната програма в Кан. През 1991 г. трилогията завършва с филма „Европа“, познат в САЩ като Zentropa и спечелил Специалната награда на журито в Кан.
През 1992 г. заедно с Петер Аелбек Йенсен Триер основа филмовата студия „Зентропа“, кръстена на едноименния филм. Причина за тази инвестиция е желанието за извоюване на финансова независимост и осигуряването на пълен контрол над създаваните филмови творби. Откривайки новата филмова компания, той заснема „Кралството“ (1994) и „Кралството II“ (1997) – телевизионни сериали, заснети в Датската национална болница. Оригиналното име „Riget“ произлиза от съкръщението на името на болницата – „Rigshospitalet“ („Кралска болница“). Изпълнението на третата част от поредицата пропада след внезапната смърт на Ернст-Хуго Йерегард, играещ ролята на Хелмер, един от главните герои във филма. Тринадесетепизодният американски телевизионен сериал, базиран върху „Кралството“ и роман на Стивън Кинг, излиза със заглавие Stephen King's Kingdom Hospital. Сериалът се излъчва през 2004 г., но получава прекалено ниска оценка от критиците.
На смъртния си одър през 1995 г. майката на фон Триер му разкрива, че мъжът, когото той счита за свой баща, не е такъв. Срещата с генетичния баща е тежко и объркващо преживяване за твореца. След тези разкрития фон Триер се опитва да отхвърли миналото си и приема католическата вяра.
„Порейки вълните“ (1996) печели Голямата награда на фестивала в Кан. Във филма участва актрисата Емили Уотсън, която е номинирана за награда за най-добра актриса.
Ларс фон Триер потвържадава непоносимостта си към настоящето с втория догма филм – „Идиотите“ (1998) – отново част от фестивалнта програма в Кан. Концепцията Догма 95 предизвиква международен интерес към датското кино и вдъхновява кинодейците от цял свят. През 2000 г. фон Триер представя мюзикъл с участието на известната исландска изпълнителка Бьорк – „Танцьорка в мрака“. Филмът печели Златната палма в Кан.
През 2005 г. завършва работа по филма „Мандърлей“ – вторият филм от трилогията „САЩ – Страна на възможностите“. Първият филм от тази трилогия с участието на Никол Кидман е посрещнат със смесени реакции от кинокритиците. Едни го намират за ясен и силен, а други за афектиращ и претенциозен. Последната част от САЩ-трилогията, озаглавена „Вашингтон“, предстои да излезе през 2009. В края на 2006 излиза комедията „Шефът на всичко“ – още един догма филм.

## Творчество

### Трилогии
„Европа“ (The Europe Trilogy)
- 1984 година – „Елемент на престъплението“
- 1987 година – „Епидемично“
- 1991 година – „Европа“

„Златно сърце“ (The Golden Heart Trilogy)
- 1996 година – „Порейки вълните“ (Голямата награда на журито на Фестивала в Кан и номинация за Златна палма)
- 1998 година – „Идиоти“ (номинация за Златна палма на Фестивала в Кан)
- 2000 година – „Танцьорка в мрака“ (Златна палма от Фестивала в Кан, 2000 година)

„САЩ – страната на възможностите“ (USA – Land of Opportunities)
- 2003 година – „Догвил“
- 2005 година – „Мандърлей“
- (непродуциран) – „Вашингтон“

## Филмография

### Пълнометражни филми (режисура)
- „Елемент на престъплението“ (The Element of Crime/Forbrydelsens element), 1984, първа част на трилогията „Европа“
- „Епидемично“ (Epidemic), 1987, втора част на трилогията „Европа“
- „Европа“ (Zentropa/Europa), 1991, трета част на трилогията „Европа“
- „Порейки вълните“ (Breaking the Waves), 1996, първа част на трилогията „Златно сърце“
- „Идиотите“ (The Idiots/Idioterne), 1998, втора част на трилогията „Златно сърце“
- „Танцьорка в мрака“ (Dancer in the Dark), 2000, трета част на трилогията „Златно сърце“
- „Догвил“ (Dogville), 2003, първа част на трилогията „САЩ – страната на възможностите“
- „Мандърлей“ (Manderlay), 2005, втора част на трилогията „САЩ – страната на възможностите“
- „Големият шеф“ (Direktoren for det hele), 2006
- „Антихрист“ (Antichrist), 2009
- „Вашингтон“ (Wasington), очаква се да излезе през 2009, трета част на трилогията „САЩ – страната на възможностите“
- „Меланхолия“ (2011)
- „Нимфоманката“ (2013) – излиза в 2 части
- „Къщата, която Джак построи“ (2018)

### Работа за телевизията
- „Медея“ (Medea), 1988 – телевизионен филм
- „Учителска стая“ (The Teachers Room/Laerervaerelset), 1994 – ТВ сериал
- „Кралството“ (The Kingdom/Riget), 1994 – ТВ минисериал
- „Кралството II“ (The Kingdom II/Riget II), 1997 – ТВ минисериал
- „Денят Д“ (D-Day/D-Dag – Lise), 2000 – телевизионен филм; колективен проект на „Догма 95“, заснет съвместно с Томас Винтерберг, Серен Краг-Якобсен и Кристиан Левринг

### Други
- „Градина с орхидеи“ (The Orchid Gardener/Orchidégartneren), 1977 – късометражен, любителски
- „Мента на блаженството“ (Menthe – la bienheureuse), 1979 – късометражен, любителски
- „Ноктюрно“ (Nocturne), 1980 – късометражен, заснет в киноучилището
- „Последният детайл“ (The Last Detail/Den sidste detalje), 1981 – късометражен, заснет в киноучилището
- „Картини от освобождението“ (Image of relief/Befrielsesbilleder), 1982 – дипломна работа
- „Bakerman“ – видеоклип на групата Laid Back, режисьор
- „Петте препятствия“ (The Five Obstructions/De Fem benspænd), 2003, съвместно с Йорген Лет
- „Скъпа Уенди“ (Dear Wendy), 2004, сценарий; режисьор Томас Винтерберг
- „Кралската болница“ (Stephen King's Kingdom Hospital) (2004, за този сериал ремейк на „Кралството“ Ларс фон Триер е изпълнителен продуцент заедно със Стивън Кинг и др., режисьор е Крейг Р. Бексли)